# Apiopetalum velutinum
Apiopetalum velutinum là một loài thực vật]] thuộc họ Mackinlayaceae. Đây là loài đặc hữu của New Caledonia.